# Viburnum brachybotryum
Viburnum brachybotryum är en desmeknoppsväxtart som beskrevs av William Botting Hemsley, Forb. och Hemsl. Viburnum brachybotryum ingår i släktet olvonsläktet, och familjen desmeknoppsväxter. Inga underarter finns listade i Catalogue of Life.